# Mental Jewelry
Mental Jewelry – Wydany został 31 grudnia 1991 roku. Nagrania dotarły do 73. miejsca listy Billboard 200 w USA.

## Lista utworów
1. "Pain Lies on the Riverside" - 5:11
2. "Operation Spirit (The Tyranny of Tradition)" - 3:18
3. "The Beauty of Gray" - 4:14
4. "Brothers Unaware" - 4:45
5. "Tired of 'Me'" - 3:26
6. "Mirror Song" - 3:38
7. "Waterboy" - 3:07
8. "Take My Anthem" - 4:37
9. "You Are the World" - 4:23
10. "Good Pain" - 5:39
11. "Mother Earth is a Vicious Crowd" - 4:10
12. "10,000 Years (Peace Is Now)" - 5:08